# 제임스 프랜시스커스
제임스 프랜시스커스(James Franciscus, 1934년 1월 31일 ~ 1991년 7월 8일)는 미국의 배우이다.

## 출연 작품
- 29번가의 기적 (1991)
- 암호 속의 여인들 (1985)
- 버터플라이 (1982)
- 라스트 샤크 (1981)
- 대지진 (1980)
- 굿 가이스 (1979)
- 시티 온 파이어 (1979)
- 킬러 케이트 (1979)
- 사랑의 해적 (1978)
- 그리스의 대부 (1978)
- 갈매기의 꿈 (1973)
- 롱스트리트 (1971)
- 아홉 개의 꼬리를 가진 고양이 (1971)
- 데이빗 코퍼필드 (1970)
- 제인 에어 (1970)
- 혹성 탈출 2 - 지하 도시의 음모 (1970)
- 데이빗 프로스트 쇼 (1969)
- 공룡 지대 (1969)
- 마루니드 (1969)
- FBI(영어판) (1965)
- 미라클 오브 더 화이트 스탤리언스 (1963)
- 이오지마의 영웅 (1961)
- 스튜디오 원 (1948)